# Петрушко, Владислав Игоревич
Владисла́в И́горевич Петрушко́ (род. 29 июля 1966, Новомосковск, Тульская область, СССР) — российский церковный историк, специалист по истории Русской церкви досинодального периода и православия на Украине. Кандидат исторических наук (2006), доктор церковной истории (2006), профессор. Один из авторов «Православной энциклопедии». Член Экспертного совета по проведению государственной религиоведческой экспертизы при Министерстве юстиции Российской Федерации (с 2014). Игрок телевизионной игры «Что? Где? Когда?», обладатель приза «Хрустальная сова
» и титула «бессмертный» (сезон 1989 года). Организатор проведения, автор вопросов и член жюри спортивных игр «Что? Где? Когда?» в ПСТГУ.
Сфера научных интересов: истории Русской Церкви досинодального времени; история православия, униатства и католицизма в Западной Руси; автокефалистские расколы на Украине; православно-католические отношения. Автор 10 монографий и свыше 90 научных статей по церковной истории. Участник многих российских и международных научных конференций.

## Биография
В 1989 году окончил биологический факультет Львовского государственного университета (кафедра генетики).
В 1989—1991 годах — научный сотрудник лаборатории биохимической генетики Львовского отделения Института биохимии имени Палладина Академии наук Украинской ССР.
Участник телеигр «Что? Где? Когда?», дебютировал 18 ноября 1989 года в составе команды Львовского городского клуба знатоков. Обладатель приза «Хрустальная сова
» и титула «бессмертный» (сезон 1989 года). В 1992—1994 годы играл в «Что? Где? Когда?» в составе команды Валентины Голубевой.
В 1991—1994 годах аспирант НИИ генетики и селекции промышленных микроорганизмов (Москва). Параллельно поступил на богословские курсы, преобразованные в 1992 году в Свято-Тихоновский богословский институт. Оставил обучение в аспирантуре, недоучившись месяц.
В 1995 году окончил богословско-пастырский факультет Православного Свято-Тихоновского богословского института (ПСТБИ). С 1995 года — преподаватель ПСТБИ (ныне — Православный Свято-Тихоновский гуманитарный университет; ПСТГУ). В настоящее время — профессор кафедры истории Русской церкви ПСТГУ.
В 1997 году в ПСТБИ защитил диссертацию «Автокефалистские расколы на Украине в постсоветский период» на соискание учёной степени кандидата богословия.
С февраля 2002 по октябрь 2015 года — шеф-редактор интернет-портала «Седмица.ru» при Церковно-научном центре «Православная энциклопедия».
В 2006 году в Российской академии государственной службы при Президенте РФ под научным руководством доктора исторических наук, профессора Ольги Васильевой защитил диссертацию на соискание учёной степени кандидата исторических наук по теме «Проблема создания Киевского патриархата в Украинской греко-католической церкви в XX столетии» (специальность 09.00.13 — религиоведение, философская антропология, философия культуры). Официальные оппоненты — доктор исторических наук, профессор Рудольф Пихоя и кандидат исторических наук Александр Степанов. Ведущая организация — Институт всеобщей истории РАН.
13 ноября 2006 на заседании Диссертационного совета ПСТГУ состоялась защита диссертационной работы «Развитие идеи Киевского патриархата в Украинской греко-католической церкви в XX веке и её восприятие в сообществах украинских раскольников-автокефалистов», по итогам которой В. И. Петрушко была присуждена учёная степень доктора церковной истории. Решение утвердил Патриарх Московский и всея Руси Алексий II. 19 ноября того же года во время торжественного годичного акта ПСТГУ диплом доктора церковной истории В. И. Петрушко вручил председатель Учебного комитета Русской Православной Церкви архиепископ Верейский Евгений (Решетников).
С 2014 г. — член экспертного совета по проведению государственной религиоведческой экспертизы при Министерстве юстиции Российской Федерации.
В 2015 – 2021 гг. — начальник информационно-аналитического отдела Федерального агентства по делам национальностей.

## Семья
Дед — Владислав Иванович Петрушко (1911—1980) — советский политический и общественный деятель.
Отец — Игорь Владиславович Петрушко (1935—2012) — кандидат физико-математических наук, старший научный сотрудник Физико-механического института АН УССР (г. Львов).
Мать — Татьяна Дмитриевна Петрушко (в девичестве — Романова) (род. 1947) — заместитель главного бухгалтера в Центральной музыкальной школе, в настоящее время — пенсионерка.
Жена — Маргарита Олеговна Шлеева (род. 1977) — доктор биологических наук, ведущий научный сотрудник Института биохимии имени А. Н. Баха РАН.
Дети — Дмитрий и Екатерина.

## Награды
- Награждён орденами святого равноапостольного Князя Владимира (2-й степени), святого князя Ярослава Мудрого, св. великомученика Георгия, преподобного Нестора Летописца (3-й степени), «1020-летие Крещения Руси» и «15-летие Харьковского собора» (все — Украинской православной церкви) и благословенными грамотами патриарха Московского и всея Руси Алексия II и митрополита Киевского и всея Украины Владимира.
- Благодарность Президента Российской Федерации (17 апреля 2025 года) — за вклад в обеспечение деятельности Совета по взаимодействию с религиозными объединениями при Президенте Российской Федерации[9].

## Научные труды
- Автокефалистские расколы на Украине в постсоветский период, 1989—1997. — М. : Православный Свято-Тихоновский богословский институт, 1998. — 254 с. — ISBN 5-7429-0065-1
- История русской церкви; Православный Свято-Тихоновский богословский ин-т. — М.: Православный Свято-Тихоновский богословский ин-т, 1999. — 82 с.
- История Русской Церкви с древнейших времён до установления патриаршества. — М.: Православ. Свято-Тихонов. гуманитар. ун-т, 2005. — 357 с. — ISBN 5-7429-0199-2
  - История Русской Церкви с древнейших времен до установления патриаршества. — М.: Православный Свято-Тихоновский гуманитарный ун-т, 2007. — 357 с. — ISBN 5-7429-0199-2
  - История Русской Церкви с древнейших времен до установления патриаршества: учебное пособие. — М.: Изд-во ПСТГУ, 2010. — 360 с.
  - История Русской Церкви с древнейших времен до установления патриаршества: учебное пособие. — 3-е изд. — М.: Изд-во ПСТГУ, 2012. — 357 с. — ISBN 978-5-7429-0711-4
  - История Русской Церкви с древнейших времен до установления патриаршества: учебное пособие. — 3-е изд. — М.: Изд-во ПСТГУ, 2013. — 359 с. — ISBN 978-5-7429-0711-4
  - История Русской Церкви с древнейших времен до установления патриаршества: учебное пособие. — 4-е изд., испр. — М.: Изд-во ПСТГУ, 2016. — 357 с. — ISBN 978-5-7429-1041-1
- Русская Православная Церковь. XX век — М.: Изд-во Сретенского монастыря, 2007. — 792 с. (соавторы: А. Л. Беглов, О. Ю. Васильева, А. В. Журавский, Д. В. Сафонов)
- О попытках создания Киевского патриархата украинскими униатами и раскольниками-автокефалистами в XX веке. — М.: Изд-во ПСТГУ, 2008. — 406 с. — ISBN 978-5-7429-0348-2
- История Русской Церкви. В 2-х т.. — М.: РОССПЭН, 2015. (соавтор — Н. Ю. Сухова)
- Религии и конфессии в России: история и современность / Ред. А. О. Булатов. — М.; Красноярск, 2017. — 112 с. (соавторы: Е. Н. Федорченко, В. Д. Лаза)
- Очерки по истории Русской церкви: с древнейших времен до середины XV в.: учебное пособие. — М. : Изд-во ПСТГУ, 2019. — 509 с. — ISBN 978-5-7429-1173-9
  - Очерки по истории Русской Церкви: C древнейших времен до середины XV в.: Учебное пособие. — 2-изд., испр. и доп. — М.: Изд-во ПСТГУ, 2022. — 512 с. — ISBN 978-5-7429-1391-7
- История Русской Церкви. Первый патриарший период (конец XVI—XVII в.): курс лекций. — М. : Изд-во ПСТГУ, 2020. — 460 с. — ISBN 978-5-7429-1336-8 — 1000 экз.
  - История Русской Церкви : Первый патриарший период (конец XVI—XVII в.). — Москва : Изд-во ПСТГУ, 2023. — 464 с. — ISBN 978-5-7429-1498-3
- Очерки по истории Русской Церкви : Середина XV в. — конец XVI в. — М. : Изд-во ПСТГУ, 2022. — 496 с. — ISBN 978-5-7429-1479-2

- Ересь филетизма. Заметки по истории церковных расколов на Украине // Православная беседа. М., 1995. — № 2. — С. 37-40.
- Уния — ступень на пути латинизации // Православная беседа. 1995. — № 3. — С. 38-41.
- И свет во тьме светит, и тьма не объяла его // Православная Москва. 1996. — № 6.
- Автокефалистские расколы на Украине и проблема их преодоления: канонический аспект // Ежегодная Богословская конференция Православного Свято-Тихоновского Богословского института. 1992—1996. Материалы. — М., 1996. — С. 397—403.
- Украинская греко-католическая церковь: современное состояние // Ежегодная Богословская Конференция Православного Свято-Тихоновского Богословского Института. 1997. Материалы. — М., 1997. — С. 42-47.
- Об отношении Католической церкви к экуменизму и Православию // Ежегодная Богословская Конференция Православного Свято-Тихоновского Богословского Института. 1998. Материалы. — М., 1998. — С. 64-69.
- К предполагаемой беатификации униатского митрополита Андрея Шептицкого // Ежегодная Богословская Конференция Православного Свято-Тихоновского Богословского Института. 1999. Материалы. — М., 1999. — С. 374—380.
- Деятельность униатского митрополита Андрея Шептицкого по распространению католицизма восточного обряда в России в период между революцией 1905 г. и Первой мировой войной // Ежегодная Богословская конференция Православного Свято-Тихоновского Богословского института. 2000. Материалы. — М., 2000. — С. 364—373.
- О составе делегатов раскольничьего «Всеукраинского православного собора» 1921 г. Архивная копия от 24 апреля 2021 на Wayback Machine // Ежегодная Богословская Конференция Православного Свято-Тихоновского Богословского Института. 2001. Материалы. — М., 2001. — С. 197—2002.
- Деятельность униатского митрополита Андрея Шептицкого по распространению католицизма восточного обряда в России в период между революцией 1905 года и первой мировой войной // Богословский сборник ПСТГУ. № 7. — М., 2001. — С. 204—229.
- Из истории Украинской греко-католической церкви накануне Великой Отечественной войны // Ежегодная Богословская конференция Православного Свято-Тихоновского Богословского института. 2002. Материалы. — М., 2002. — С. 242—250.
- Из истории Украинской греко-католической церкви в годы Великой Отечественной войны // Ежегодная Богословская конференция Православного Свято-Тихоновского Богословского института. 2003. Материалы. — М., 2003. — С. 312—316.
- Московское Патриаршество — мера против униатского патриархата в Речи Посполитой? // Вісник Прес-служби УПЦ. 2005. — № 43 (1 апреля 2005 г.). — С. 85-86.
- Проект создания униатского патриархата в Речи Посполитой в 1580-х гг. и его возможное влияние на учреждение Московского Патриархата // Ежегодная Богословская конференция Православного Свято-Тихоновского Богословского института: Материалы, 2005. Т. 1. — М., 2005. — С. 201—204.
- Всеукраинский Православный Церковный Собор 1918 года: возникновение идеи и подготовка к проведению // Ежегодная Богословская конференция Православного Свято-Тихоновского Богословского института: Материалы, 2005. Т. 1. — М., 2005. — С. 280—286.
- Киевская митрополия во 25й половине XVII в. и ее воссоединение с Московским Патриархатом: Комментарий в свете веры // Андреевский вестник. — Одесса, 2005. — № 11. — С. 40-53
- Из истории ликвидации унии на Украине после II мировой войны // Вісник Прес-служби УПЦ. 2006. — № 54 (1 марта 2006 г.).
- Проект создания униатского патриархата в Речи Посполитой в XVI веке и его возможное влияние на учреждение Московского Патриархата // Церковь и время. 2006. — № 3 (36). — С. 91-97.
- Первая сессия Второго Ватиканского собора и проблема создания Киевского униатского патриархата Архивная копия от 21 мая 2021 на Wayback Machine // Вестник ПСТГУ. Серия II: История. История Русской Православной Церкви. 2006. — Вып. 21. — С. 86-104.
- К вопросу о восприятии идеи унии западнорусскими православными епископами накануне Брестского собора 1596 г. Архивная копия от 10 декабря 2021 на Wayback Machine // Вестник церковной истории. М., 2007. — № 3 (7). — С. 169—185.
- Папа Павел VI и греко-католики украинской диаспоры в период второй сессии II Ватиканского Собора // XVII Ежегодная богословская конференция ПСТГУ: Материалы. Т. 1. М., Изд-во ПСТГУ, 2007. — С. 297—304.
- Греко-католическая Церковь и Советское государство в 1944—1945 гг. Архивная копия от 10 декабря 2021 на Wayback Machine // Вестник церковной истории. М., 2008. — № 2 (10). — С. 249—270.
- Zur Frage der Reception des Unionsgedankens durch die westrussischen orthodoxen Bishofe am Vorabend der Brester Synode des Jahres 1596 // Die Union von Brest (1596) in Geschichte und Geschichtsschreibung: Versuch einer Zwischenbilanz. Lviv, 2008. — S. 19-40.
- Об эволюции политических взглядов униатского митрополита Андрея Шептицкого в годы Второй Мировой войны // XIX Ежегодная богословская конференция ПСТГУ: Материалы. Т. 1. — М., Изд-во ПСТГУ, 2009. — С. 312—315.
- Основные черты религиозной политики режима Павла Скоропадского // XXII Ежегодная богословская конференция ПСТГУ: Материалы. Т. 1. — М., Изд-во ПСТГУ, 2012. — С. 120—125.
- Митрополит Киевский и всея Руси Кирилл II и его деятельность по возрождению церковной жизни Руси после монгольского нашествия // Вестник ПСТГУ II. Серия II: История. История Русской Православной Церкви. 2013. — Вып. 5 (54). — С. 7-31.
- Епископ Львовский Гедеон (Балабан) и подготовка Брестской унии 1596 г. // Древняя Русь. Вопросы медиевистики. 2014. — № 1 (55). — С. 123—131.
- На пороге «золотого века». Роль Сергия Радонежского в возрождении русского монашества // Журнал Московской Патриархии. 2014. — № 6 (июнь). — С. 24-34.
- Преподобный Сергий Радонежский и его влияние на развитие русского монашества в конце XIV — начале XV вв. // Древняя Русь: во времени, в личностях, в идеях. Вып. 2. 2014. — С. 9-34.
- Между Вильно и Москвой: Русская митрополия и государственно-церковные отношения в 1-й трети XV в. // Вестник церковной истории. 2014. — № 3/4 (35/36). — С. 204—235.
- Григорий Цамблак и планы великого князя Витовта по возрождению православной митрополии в Литве // XXIV Ежегодная богословская конференция ПСТГУ: Материалы. — М., 2015. — С.55-60.
- Русская митрополия и княжеская власть в конце XIII — 1-й четверти XIV вв. // Теодицея. 2015. — № 6. — С. 82-92.
- Московский Собор 1503 г. Архивная копия от 21 мая 2021 на Wayback Machine // Вестник ПСТГУ. Серия II: История. История Русской Православной Церкви. 2016. — Вып. 6 (73). — С. 9-20.
- К вопросу об изъятии храмов в Сталинской области в 1943—1947 гг. // ТЕОЛОГИЯ: ИСТОРИЯ, ПРОБЛЕМЫ, ПЕРСПЕКТИВЫ: Материалы V Всероссийской теологической студенческой научно-практической конференции (Липецк, 5-6 мая 2016 г.). — Липецк, 2016. — С. 52-56. (в соавторстве с М. И. Ребровой)
- Брестский Собор 1596 г. и Львовский Собор 1946 г.: исторические параллели // Кадашевские чтения: сборник докладов конференции. Выпуск XXII. [Гл. ред. протоиерей Александр Салтыков]. — М.: Музей «Кадашевская слобода»; Об-во сохранения лит. наследия (ОСЛН), 2018. — 388 с. — C. 68-74
- Флорентийская уния, Московский Собор 1441 г. и начало автокефалии Русской Церкви Архивная копия от 21 апреля 2021 на Wayback Machine // Церковь и время. 2018. — № 1 (82). — С. 99-168
- Проект поставления архиепископа Дионисия Суздальского на Киевскую митрополию в контексте московско-литовских отношений // Палеоросия. Древняя Русь во времени, в личностях, в идеях. 2018. — № 2 (10). — С. 131—140.
- Константинопольский патриархат и судьбы Православия на территории Украины и Польши в послереволюционный период // Причины и вызовы текущего кризиса межправославных отношений: Материалы научно-практической конференции (ПСТГУ, 25-26 февраля 2019 года). — М., 2020. — С. 193—204.
- Коллаборационизм униатской церкви в период оккупации Западной Украины в годы Великой Отечественной войны // Профилактика экстремизма в системе образования. сборник тематических материалов : в 2 т. Национальный исследовательский ядерный университет МИФИ, Московский педагогический государственный университет. — Москва, 2020. — С. 13-23.
- Отзыв на научный журнал «Палеоросия. Древняя Русь: во времени, в личностях, в идеях» // Христианское чтение. 2021. — № 1. — С. 90-92.
- О некоторых актуальных вопросах русской церковной медиевистики // Палеоросия. Древняя Русь во времени, в личностях, в идеях. — 2021. — № 1 (13). — С. 32—39.
- Церковная политика великого князя Василия III в контексте противостояния «иосифлян» и «нестяжателей» // Палеоросия. Древняя Русь: во времени, в личностях, в идеях. — 2022. — № 3 (19). — С. 12-22.
- Петр I: pro et contra. Сохранение суверенитета, абсолютизм и рывок к империи // Журнал Московской Патриархии. — 2022. — № 10. — С. 72—78.
- Владимир на Волыни как церковный центр Русской митрополии в начальный период служения митрополита Феогноста // Палеоросия. Древняя Русь: во времени, в личностях, в идеях. — 2023. — № 1 (21). — С. 53—60.
- К вопросу о принадлежности митрополита Иоасафа (Скрипицына) к кругу «нестяжателей» // Вестник ПСТГУ. Серия II: История. История Русской Православной Церкви. 2023. — Вып. 114. — С. 26—34.
- Украинская автокефальная православная церковь в годы Великой Отечественной войны // Исторический выбор России. Всероссийская научно-практическая конференция, посвященная 1035-летию Крещения Руси и 80-летию второго восстановления патриаршества в XX в. (г. Санкт-Петербург, 27-28 июля 2023 г.). Сборник статей. — СПб., 2023. — С. 129—139.
- The Russian Orthodox Church. Autocephaly as an Inevitable Consequence of the Rejection of the Union of Florence // Autocephaly: Coming of Age in Communion. Historical, Canonical, Liturgical, and Theological Studies. Vols. I—II. Edward G. Farrugia, S.J. — Željko Paša, S.J. (eds.). Orientalia Christiana Analecta 314—315. — Rome 2023. — Р. 399—426.
- Константинопольский Патриархат и Православная Церковь на территории Украины и Польши после революции 1917 года // Православный белорусско-балканский сборник. Материалы международной научной конференции XVI Чтения памяти митрополита Литовского и Виленского Иосифа (Семашко, 1798—1868). Белград — Жировичи — Минск, 2024. — С. 109—119.
- Проблема иерархического возглавления Русской Церкви в контексте межкняжеских отношений после монгольского завоевания Руси // Христианское чтение. 2024. — № 2. — С. 1-20.

- Августин (Маркевич) // Православная энциклопедия. — М., 2000. — Т. I : А — Алексий Студит. — С. 111—112. — 40 000 экз. — ISBN 5-89572-006-4.
- Агапит (Бевцик) // Православная энциклопедия. — М., 2000. — Т. I : А — Алексий Студит. — С. 225. — 40 000 экз. — ISBN 5-89572-006-4.
- Агафангел (Саввин) // Православная энциклопедия. — М., 2000. — Т. I : А — Алексий Студит. — С. 237. — 40 000 экз. — ISBN 5-89572-006-4.
- Амвросий (Поликопа) // Православная энциклопедия. — М., 2001. — Т. II : Алексий, человек Божий — Анфим Анхиальский. — С. 150—151. — 40 000 экз. — ISBN 5-89572-007-2.
- Андрей (Горак) // Православная энциклопедия. — М., 2001. — Т. II : Алексий, человек Божий — Анфим Анхиальский. — С. 358—359. — 40 000 экз. — ISBN 5-89572-007-2.
- Антоний (Масендич) // Православная энциклопедия. — М., 2001. — Т. II : Алексий, человек Божий — Анфим Анхиальский. — С. 631—632. — 40 000 экз. — ISBN 5-89572-007-2.
- Антоний (Фиалко) // Православная энциклопедия. — М., 2001. — Т. II : Алексий, человек Божий — Анфим Анхиальский. — С. 644—645. — 40 000 экз. — ISBN 5-89572-007-2.
- Архиерейский Собор Русской Православной Церкви 9-11 октября 1989 г. // Православная энциклопедия. — М., 2001. — Т. III : Анфимий — Афанасий. — С. 546—548. — 40 000 экз. — ISBN 5-89572-008-0. (с прот. Владиславом Цыпиным)
- Архиерейский Собор Русской Православной Церкви 30-31 января 1990 г. // Православная энциклопедия. — М., 2001. — Т. III : Анфимий — Афанасий. — С. 548—549. — 40 000 экз. — ISBN 5-89572-008-0. (с прот. Владиславом Цыпиным)
- Архиерейский Собор Русской Православной Церкви 25-27 октября 1990 г. // Православная энциклопедия. — М., 2001. — Т. III : Анфимий — Афанасий. — С. 550—551. — 40 000 экз. — ISBN 5-89572-008-0. (с прот. Владиславом Цыпиным)
- Архиерейский Собор Русской Православной Церкви 31 марта — 5 апреля 1992 г. // Православная энциклопедия. — М., 2001. — Т. III : Анфимий — Афанасий. — С. 552—555. — 40 000 экз. — ISBN 5-89572-008-0. (с прот. Владиславом Цыпиным)
- Архиерейский Собор Русской Православной Церкви 11 июня 1992 г. // Православная энциклопедия. — М., 2001. — Т. III : Анфимий — Афанасий. — С. 555—557. — 40 000 экз. — ISBN 5-89572-008-0. (с прот. Владиславом Цыпиным)
- Афанасий Шумлянский // Православная энциклопедия. — М., 2002. — Т. IV : Афанасий — Бессмертие. — С. 18. — 39 000 экз. — ISBN 5-89572-009-9.
- Белоцерковское викариатство // Православная энциклопедия. — М., 2002. — Т. IV : Афанасий — Бессмертие. — С. 564—565. — 39 000 экз. — ISBN 5-89572-009-9.
- Бершадское викариатство // Православная энциклопедия. — М., 2002. — Т. IV : Афанасий — Бессмертие. — С. 683. — 39 000 экз. — ISBN 5-89572-009-9.
- Богуславское викариатство // Православная энциклопедия. — М., 2002. — Т. V : Бессонов — Бонвеч. — С. 558. — 39 000 экз. — ISBN 5-89572-010-2.
- Боднарчук Василий Николаевич // Православная энциклопедия. — М., 2002. — Т. V : Бессонов — Бонвеч. — С. 560—561. — 39 000 экз. — ISBN 5-89572-010-2.
- Боцян Иосиф // Православная энциклопедия. — М., 2003. — Т. VI : Бондаренко — Варфоломей Эдесский[англ.]. — С. 116—117. — 39 000 экз. — ISBN 5-89572-010-2.
- Брусиловское викариатство // Православная энциклопедия. — М., 2003. — Т. VI : Бондаренко — Варфоломей Эдесский[англ.]. — С. 279. — 39 000 экз. — ISBN 5-89572-010-2.
- Булгак Игнатий (Иосафат) // Православная энциклопедия. — М., 2003. — Т. VI : Бондаренко — Варфоломей Эдесский[англ.]. — С. 336—337. — 39 000 экз. — ISBN 5-89572-010-2.
- Варлаам (Ильющенко) // Православная энциклопедия. — М., 2003. — Т. VI : Бондаренко — Варфоломей Эдесский[англ.]. — С. 591—592. — 39 000 экз. — ISBN 5-89572-010-2.
- Варфоломей (Ващук) // Православная энциклопедия. — М., 2003. — Т. VI : Бондаренко — Варфоломей Эдесский[англ.]. — С. 712—713. — 39 000 экз. — ISBN 5-89572-010-2.
- Булдовский Феофил Иванович // Православная энциклопедия. — М., 2003. — Т. VI : Бондаренко — Варфоломей Эдесский[англ.]. — С. 358—361. — 39 000 экз. — ISBN 5-89572-010-2. (с Ж. Р. Багдасаровой)
- Варшавская епархия // Православная энциклопедия. — М., 2004. — Т. VII : Варшавская епархия — Веротерпимость. — С. 8-13. — 39 000 экз. — ISBN 5-89572-010-2.
- Варшавское викариатство // Православная энциклопедия. — М., 2004. — Т. VII : Варшавская епархия — Веротерпимость. — С. 15-16. — 39 000 экз. — ISBN 5-89572-010-2.
- Василиане // Православная энциклопедия. — М., 2004. — Т. VII : Варшавская епархия — Веротерпимость. — С. 19-26. — 39 000 экз. — ISBN 5-89572-010-2. (раздел «Василианский орден св. Иосафата»)
- Василий (Богдашевский) // Православная энциклопедия. — М., 2004. — Т. VII : Варшавская епархия — Веротерпимость. — С. 75-78. — 39 000 экз. — ISBN 5-89572-010-2.
- Василий (Златолинский) // Православная энциклопедия. — М., 2004. — Т. VII : Варшавская епархия — Веротерпимость. — С. 81. — 39 000 экз. — ISBN 5-89572-010-2.
- Виссарион (Стретович) // Православная энциклопедия. — М., 2004. — Т. VIII : Вероучение — Владимиро-Волынская епархия. — С. 549. — 39 000 экз. — ISBN 5-89572-014-5.
- Владимир (Мороз) // Православная энциклопедия. — М., 2004. — Т. VIII : Вероучение — Владимиро-Волынская епархия. — С. 654—655. — 39 000 экз. — ISBN 5-89572-014-5.
- Владимир (Сабодан) // Православная энциклопедия. — М., 2004. — Т. VIII : Вероучение — Владимиро-Волынская епархия. — С. 659—662. — 39 000 экз. — ISBN 5-89572-014-5. (в соавторстве с диаконом Александром Драбинко)
- Католицизм // Большая Российская энциклопедия. Том «Россия». — М., 2004. — С. 227—230.
- Всеукраинский Православный Церковный Собор 1918 г. // Православная энциклопедия. — М., 2005. — Т. IX : Владимирская икона Божией Матери — Второе пришествие. — С. 695—704. — 39 000 экз. — ISBN 5-89572-015-3.
- Антоний Падуанский // Большая Российская энциклопедия. Т. 2. — М., 2006. — С. 73.
- Антоний Киево-Печерский // Большая Российская энциклопедия. Т. 2. — М., 2006. — С. 73-74.
- Гузар Любомир // Православная энциклопедия. — М., 2006. — Т. XIII : Григорий Палама — Даниель-Ропс. — С. 429—430. — 39 000 экз. — ISBN 5-89572-022-6.
- Дамаскин (Малюта) // Православная энциклопедия. — М., 2006. — Т. XIII : Григорий Палама — Даниель-Ропс. — С. 692—693. — 39 000 экз. — ISBN 5-89572-022-6.
- Денисенко Михаил Антонович // Православная энциклопедия. — М., 2007. — Т. XIV : Даниил — Димитрий. — С. 391—403. — 39 000 экз. — ISBN 978-5-89572-024-0.
- Дрогобычская и Самборская епархия // Православная энциклопедия. — М., 2007. — Т. XVI : Дор — Евангелическая церковь союза. — С. 277—278. — 39 000 экз. — ISBN 978-5-89572-028-8. (часть статьи)
- Захария Копыстенский // БРЭ. Т. 10. М., 2008. — С. 295—296.
- Зизаний (Тустановский) Лаврентий// БРЭ. Т. 10. М., 2008. — С. 473.
- Зизаний Стефан// БРЭ. Т. 10. М., 2008. — С. 473.
- Иов Почаевский // БРЭ. Т. 11. М., 2008. — С. 538.
- Жоховский Киприан // Православная энциклопедия. — М., 2008. — Т. XIX : Ефесянам послание — Зверев. — С. 369—371. — 39 000 экз. — ISBN 978-5-89572-034-9.
- Заленский Лев // Православная энциклопедия. — М., 2008. — Т. XIX : Ефесянам послание — Зверев. — С. 579—581. — 39 000 экз. — ISBN 978-5-89572-034-9.
- Ивано-Франковская и Коломыйская епархия УПЦ // Православная энциклопедия. — М., 2009. — Т. XX : Зверин в честь Покрова Пресвятой Богородицы женский монастырь — Иверия. — С. 672—677. — 39 000 экз. — ISBN 978-5-89572-036-3. (в соавторстве с протоиереем Владимиром Боечко)
- Иннокентий Х // Православная энциклопедия. — М., 2010. — Т. XXIII : Иннокентий — Иоанн Влах. — С. 68-71. — 39 000 экз. — ISBN 978-5-89572-042-4.
- Иннокентий ХI // Православная энциклопедия. — М., 2010. — Т. XXIII : Иннокентий — Иоанн Влах. — С. 71-76. — 39 000 экз. — ISBN 978-5-89572-042-4.
- Иннокентий ХII // Православная энциклопедия. — М., 2010. — Т. XXIII : Иннокентий — Иоанн Влах. — С. 76-79. — 39 000 экз. — ISBN 978-5-89572-042-4. (в соавторстве с А. Г. Крысовым)
- Иоанн XXIII // Православная энциклопедия. — М., 2010. — Т. XXIII : Иннокентий — Иоанн Влах. — С. 569—567. — 39 000 экз. — ISBN 978-5-89572-042-4.
- Иоанн Павел II // Православная энциклопедия. — М., 2010. — Т. XXIV : Иоанн Воин — Иоанна Богослова Откровение. — С. 467—499. — 39 000 экз. — ISBN 978-5-89572-044-8. (часть статьи)
- Украинская автокефальная православная церковь // Православная энциклопедия. — М., 2023. — Т. LXX : Угрешский Николаевский мужской монастырь — Феодор. — С. 89—102. — 720 с. — 30 000 экз. — ISBN 978-5-89572-079-0.
- Украинская православная церковь — Киевский патриархат // Православная энциклопедия. — М., 2023. — Т. LXX : Угрешский Николаевский мужской монастырь — Феодор. — С. 122—134. — 720 с. — 30 000 экз. — ISBN 978-5-89572-079-0.

- Несколько слов о православном рунете Архивная копия от 24 апреля 2021 на Wayback Machine // taday.ru, 19 июня 2005
- Может ли Церковь помешать расколу в политической ситуации на Украине? // pravoslavie.ru, 16 декабря 2013
- Каноничен ли Львовский Собор 1946 года? Архивная копия от 24 апреля 2021 на Wayback Machine // pravoslavie.ru, 10 марта 2016
- Патриархат, некогда осудивший церковный национализм, теперь сам им изъеден // pravoslavie.ru, 26 сентября 2018
- «Децентрализация Украины бросит каноническому православию новые вызовы». // Россия в глобальной политике. 2018. — Т. 16. — № 2-3-1. — С. 165—174.
- Украинская автокефалия: здравая точка зрения возобладала над раздраженной позицией // pravmir.ru, 28 июня 2018
- «Надо всемерно выказывать солидарность с православными на Украине»: беседа заместителя главного редактора «Московского журнала» Александра Александровича Белая с профессором Православного Свято-Тихоновского гуманитарного университета Владиславом Игоревичем Петрушко // Московский журнал. История государства Российского. — 2019. — № 1 (337). — С. 54-61
- Тернистый путь украинского православия // Россия в глобальной политике. 2019. — Т. 17. — № 1. — С. 68-79.
- Из истории Церкви. Начало раскола // Мир Божий. 2019. — № 25. — C. 15-21
- Визит патриарха Варфоломея в Киев обернулся полнейшим фиаско // Интерфакс-Религия, 30 августа 2021